# هنریت پویگ روگت
هنریت پویگ روگت (انگلیسی: Henriette Puig-Roget؛ ۹ ژانویه ۱۹۱۰ – ۲۴ نوامبر ۱۹۹۲) نوازنده پیانو، و آهنگساز اهل فرانسه بود.
وی همچنین برندهٔ جوایزی همچون جایزه بزرگ رم شده‌است.